# هتل نیوهمپشایر (فیلم)
هتل نیوهمپشایر (انگلیسی: The Hotel New Hampshire) فیلمی در ژانر کمدی رمانتیک، رمانتیک، و کمدی-درام به کارگردانی تونی ریچاردسون است که در سال ۱۹۸۴ منتشر شد.

## بازیگران
- جودی فاستر
- بیوهانکز بریجز
- ناستاسیا کینسکی
- ویلفورد بریملی
- پل مک‌کرین
- والاس شاون
- راب لو
- ست گرین
- جولی ریچاردسون
- لیزا بانس
- جنیفر داندس
- متیو موداین
- آماندا پلامر
- دورسی رایت
- لورنا گیل
- تیموتی وبر